# Ryan Hannam
Ryan Hannam (St. Ansgar, 24 febbraio 1980) è un ex giocatore di football americano statunitense che ha militato nel ruolo di tight end nella National Football League (NFL).

## Carriera

### Seattle Seahawks
Al college Hannam giocò a football alla Northern Iowa University. Fu scelto dai Seattle Seahawks nel corso del quinto giro (169º assoluto) del Draft NFL 2002. Nella sua stagione da rookie giocò principalmente negli special team e come secondo o terzo tight end. La sua prima ricezione in carriera fu un touchdown da 16 yard contro gli Arizona Cardinals.
Nella stagione 2003 subì un serio infortunio a un ginocchio, rompendosi il legamento crociato anteriore e il menisco durante la quinta partita contro i Chicago Bears, chiudendo la sua annata. Fu inserito in lista infortunati il 29 ottobre.  Nel corso degli anni, Hannam subì diverse operazioni chirurgiche al ginocchio destro.
Nel 2004 giocò come secondo tight end, finendo con 8 ricezioni per 110 yard, giocando ancora in particolar modo con gli special.
Nel 2005 giocò come titolare cinque gare per I Seahawks, contribuendo con i suoi blocchi alla stagione di Shaun Alexander che guidò la lega con 1.880 yard corse. Scese in campo anche nel Super Bowl XL a Detroit, ricevendo 2 passaggi per 12 yard nella sconfitta contro i Pittsburgh Steelers.

### Dallas Cowboys
Dopo una stagione 2005 positiva, il 18 marzo 2006 Hannam firmò un contratto quadriennale da 5 milioni di dollari con i Dallas Cowboys per giocare come tight end su blocchi, un ruolo precedentemente appartenuto a Dan Campbell. Tuttavia, a causa di una condizione degenerativa al suo ginocchio destro riuscì a disputare solo due partite prima di venire inserito in lista infortunati l'11 ottobre. Fu svincolato il 1º marzo 2007, e si ritirò dalla NFL.

## Palmarès
- National Football Conference Championship: 1

Seattle Seahawks: 2005